# Mastigoteuthis inermis
Mastigoteuthis inermis är en bläckfiskart som beskrevs av Rancurel 1972. Mastigoteuthis inermis ingår i släktet Mastigoteuthis och familjen Mastigoteuthidae. Inga underarter finns listade i Catalogue of Life.